# Eurycotis bananae
Eurycotis bananae är en kackerlacksart som beskrevs av Bei-Bienko 1947. Eurycotis bananae ingår i släktet Eurycotis och familjen storkackerlackor.
Artens utbredningsområde är Colombia. Inga underarter finns listade i Catalogue of Life.